# Kakhi Asatiani
Kakhi Asatiani   (Telavi, 1 de gener de 1947 - Tbilisi, 20 de novembre de 2002) fou un futbolista georgià de la dècada de 1970.
Fou 16 cops internacional amb la selecció de la Unió Soviètica amb la qual participà en la Copa del Món de futbol de 1970.
Pel que fa a clubs, defensà els colors de FC Dinamo Tbilisi.